# Cerro Abanico
Cerro Abanico är ett berg i Argentina.   Det ligger i provinsen Río Negro, i den sydvästra delen av landet, 1 100 km sydväst om huvudstaden Buenos Aires. Toppen på Cerro Abanico är 1 030 meter över havet, eller 20 meter över den omgivande terrängen. Bredden vid basen är 1,0 km.
Terrängen runt Cerro Abanico är huvudsakligen platt, men västerut är den kuperad. Trakten runt Cerro Abanico är nära nog obefolkad, med mindre än två invånare per kvadratkilometer.. Det finns inga samhällen i närheten.
Omgivningarna runt Cerro Abanico är i huvudsak ett öppet busklandskap.